# إليز نيل
إليز نيل (بالإنجليزية: Elise Neal)‏ هي كاتبة سيناريو وممثلة أمريكية، ولدت في 14 مارس 1966 بممفيس في الولايات المتحدة.

## أعمال

### أفلام
- (1992) مالكوم إكس[5]
- (1997) صرخة 2[6]
- (2005) احتيال وانسياب[7]
- (2012) بيرانا ثري دي دي
- (2017) لوغان

### مسلسلات
- التحقيق في موقع الجريمة
- فضيحة[8]

## وصلات خارجية
- إليز نيل على موقع IMDb (الإنجليزية)
- إليز نيل على موقع ألو سيني (الفرنسية)
- إليز نيل على موقع أول موفي (الإنجليزية)
- إليز نيل على موقع قاعدة بيانات الأفلام السويدية (السويدية)
- إليز نيل على موقع إن إن دي بي (الإنجليزية)
- إليز نيل على موقع قاعدة بيانات الفيلم (الإنجليزية)
- إليز نيل على موقع كينوبويسك (الروسية)